# Greendale
Greendale — двадцать шестой студийный альбом канадского автора-исполнителя Нила Янга (восьмой совместно с Crazy Horse), изданный в 2003 году. Был сопровождён одноимённой рок-оперой, вышедшей на видео и графическим романом-адаптацией.

## Об альбоме
Концептуальный Greendale рассказывает историю вымышленного города Гриндейл в Северной Калифорнии. Альбом повествует об убийстве полицейского, его последствиях и влиянии преступления на местных жителей. Трагическая история семьи Грин заключает в себе сразу несколько тем, таких как коррупция и проблемы окружающей среды. По своей эмоциональной глубине и сложности исследования маленького американского города этот «музыкальный роман» можно сравнить с классическими произведениями «Наш городок» Торнтона Уайлдера и «Уайнсбург, Огайо» Шервуда Андерсона.

## Сопутствующие произведения
В конце 2004 года Нил Янг под псевдонимом Bernard Shakey срежиссировал одноимённую с альбомом рок-оперу, в которой актёры исполняют песни с Greendale. Картина получила множество хвалебных отзывов, таких как «красочная», «удивительно эксцентричная», «восхитительная» и «очаровательная» от ведущих печатных изданий. В 2007 году издательство комиксов Vertigo объявило о выходе графического романа-адаптации альбома Янга, с непосредственным участием музыканта в этом проекте. «Neil Young’s Greendale» с текстом Джошуа Дизарта и иллюстрациями Клиффа Чянга был издан в 2010 году.

## Список композиций

Обложка «Neil Young’s Greendale»

| №   | Название               | Длительность |
| --- | ---------------------- | ------------ |
| 1.  | «Falling From Above»   | 7:27         |
| 2.  | «Double E»             | 5:18         |
| 3.  | «Devil's Sidewalk»     | 5:18         |
| 4.  | «Leave the Driving»    | 7:14         |
| 5.  | «Carmichael»           | 10:20        |
| 6.  | «Bandit»               | 5:13         |
| 7.  | «Grandpa's Interview»  | 12:57        |
| 8.  | «Bringin' Down Dinner» | 3:16         |
| 9.  | «Sun Green»            | 12:03        |
| 10. | «Be the Rain»          | 9:13         |

## Участники записи
- Нил Янг — вокал, гитара, орган, губная гармоника
- Билли Тэлбот — бас-гитара, бэк-вокал
- Ральф Молина — ударные, бэк-вокал

Гости
- Пеги Янг — бэк-вокал
- Нэнси Холл — бэк-вокал
- Сью Холл — бэк-вокал
- Твинк Брюэр — бэк-вокал
- Фрэнк Сампедро, активный участник Crazy Horse, сидел в студии во время записи, но не принимал в ней участия